# Dendrotriton bromeliacius
Espèce
Synonymes
- Oedipus bromeliacia Schmidt, 1936

Statut de conservation UICN

 CR B2ab(iii,v) : 
En danger critique
Dendrotriton bromeliacius est une espèce d'urodèles de la famille des Plethodontidae.

## Répartition
Cette espèce est endémique du département de San Marcos au Guatemala. Elle se rencontre de 1 700 à 2 700 m d'altitude sur le volcan Tajumulco.

## Description
Le mâle holotype mesure 73 mm de longueur totale dont 31 mm de longueur standard et 42 mm de queue.

## Étymologie
Cette espèce est nommée en référence à son habitat, les Broméliacées.

## Publication originale
- Schmidt, 1936 : Guatemalan salamanders of the genus Oedipus. Field Museum of Natural History Publication, Zoological Series, vol. 20, no 17, p. 135-166 (texte intégral).